# 수사 (법률)

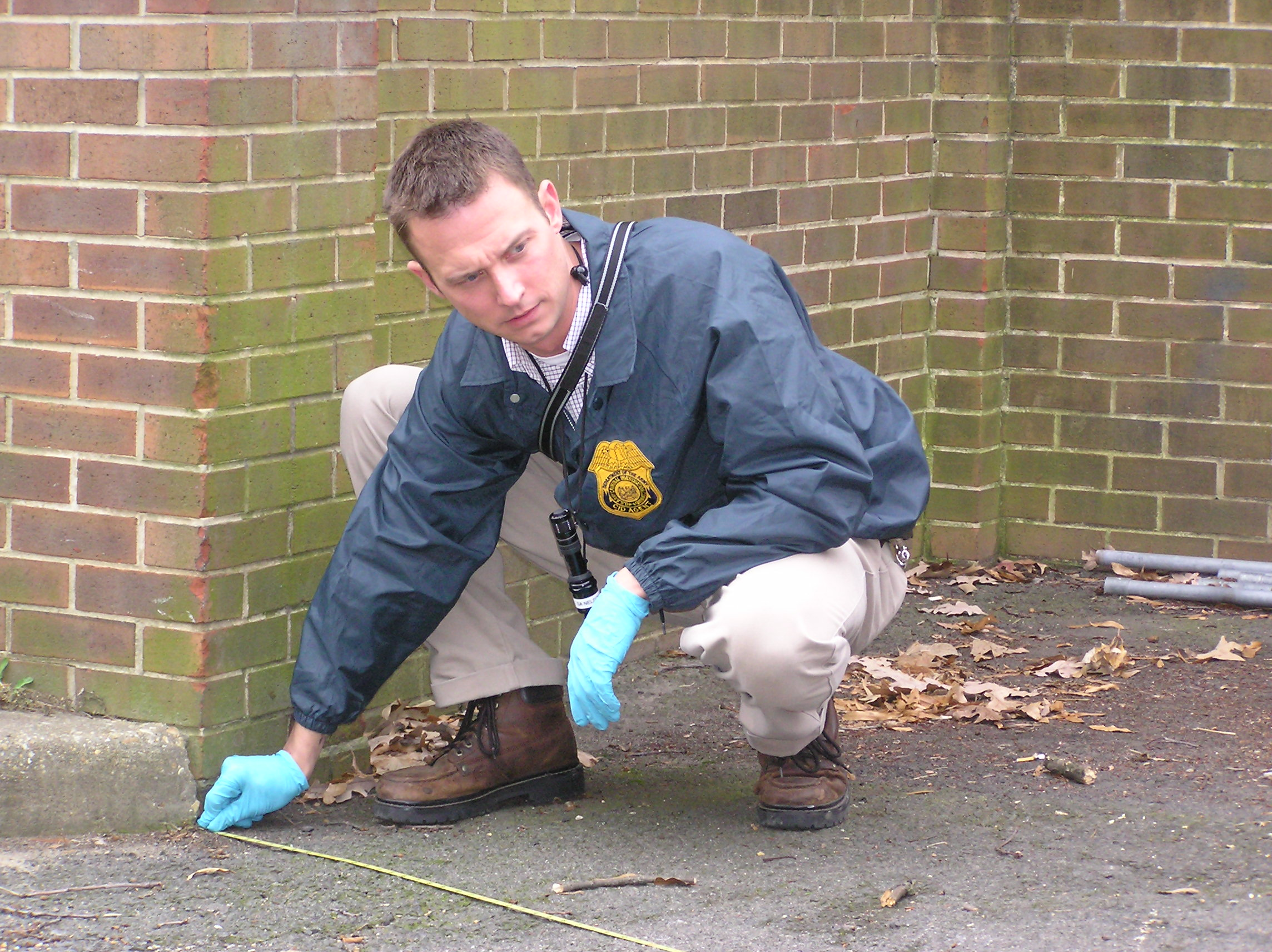
미육군 CID 요원이 수사중이다.

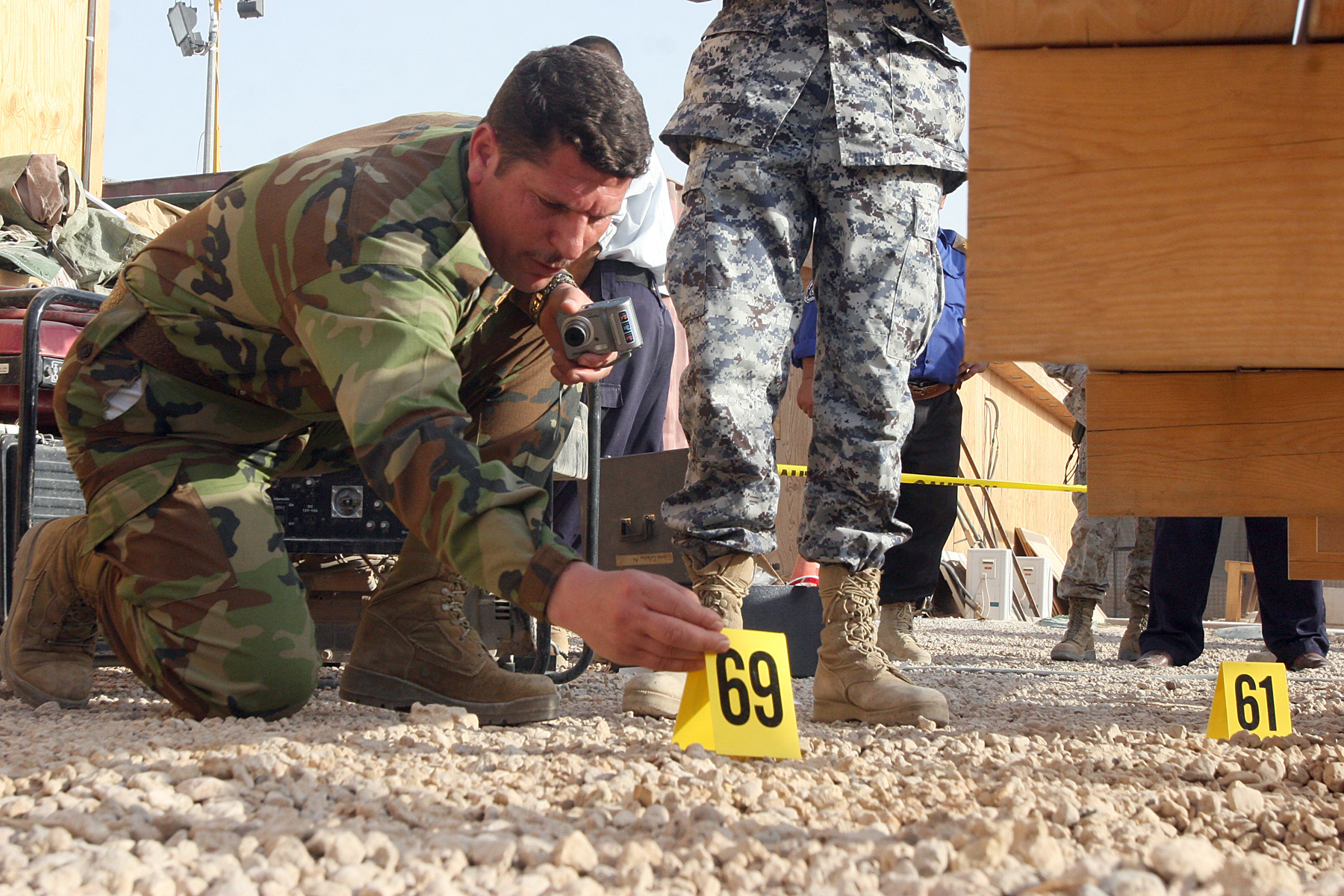
이라크 경찰관이 미군 기초 범죄 수사 코스에서 수사를 실습하고 있다.

범죄수사(犯罪搜査, Criminal investigation)는 범죄자의 범죄 혐의의 유무를 밝혀내서 기소하기 위하여 용의자를 찾아내고 범죄의 증거를 수집해서 보관하는 수사기관의 활동이다. 수사(搜査, investigation) 또는 조사(照査, investigation)라고도 부른다. 수사하는 사람을 수사관(investigator) 또는 조사관(investigator)이라고 한다.
혐의(嫌疑)는 법률 용어로서 범죄를 저지른 사실이 있을 가능성을 뜻한다. 혐의는 수사를 개시하게 되는 동기가 된다. 수사는 구체적으로 수색(搜索, searching), 인터뷰, 심문(審問, interrogation), 증거 수집 등을 한다. 최근에는 첨단 과학을 동원한 수사를 법과학(Forensic science)라고 부른다.

## 같이 보기
- 위법수집증거배제법칙